# 面心立方格子構造

面心立方格子構造の模式図

2原子からなる面心立方格子結晶の例。どちらの原子に着目しても面心立方格子構造を形成している。塩化ナトリウムがこれにあたるため、岩塩型構造とも呼ばれる。

六方最密充填構造と面心立方格子構造

六方最密充填構造と面心立方格子構造

面心立方格子構造（めんしんりっぽうこうしこうぞう、face-centered cubic, fcc）は、ブラベー格子の一種。単位格子の各頂点および各面の中心に原子が位置する。立方最密充填構造（りっぽうさいみつじゅうてんこうぞう、cubic close-packed, ccp）とも呼ばれる。面心立方格子構造を持つ単体金属は多い。

## 概要
- 充填率 : 74%（{\displaystyle ={\frac {{\sqrt {2}}{\pi }}{6}}}、最密充填）
- 近接する原子の数 : 12個
- 慣用単位胞中の原子の数 : 4個（{\displaystyle ={1 \over 8}{\times }8+{1 \over 2}{\times }6}）
- 面心立方格子の金属は加工しやすい性質を持っている

## ケプラーの予想
1611年にヨハネス・ケプラーは、同半径の球を敷き詰めたとき、最密充填は面心立方格子構造および六方最密構造であると予想した（ケプラー予想）。1998年にトマス・ヘールズによって証明された。

## 固体が面心立方格子構造をもつ元素
- ネオン(Ne)
- アルミニウム(Al)
- アルゴン(Ar)
- カルシウム(Ca)
- ニッケル(Ni)
- 銅(Cu)
- クリプトン(Kr)
- ストロンチウム(Sr)
- ロジウム(Rh)
- パラジウム(Pd)
- 銀(Ag)
- キセノン(Xe)
- セリウム(Ce)
- イッテルビウム(Yb)
- イリジウム(Ir)
- 白金(Pt)
- 金(Au)
- 鉛(Pb)
- アクチニウム(Ac)
- トリウム(Th)